# Caffrowithius natalensis
Caffrowithius natalensis är en spindeldjursart som först beskrevs av Beier 1947.  Caffrowithius natalensis ingår i släktet Caffrowithius och familjen blindklokrypare. Inga underarter finns listade.